# Matthew James (Schauspieler)
Matthew „Matt“ James (* in Long Island, New York) ist ein US-amerikanischer Schauspieler.

## Leben
James zog nach Manhattan, um am Lee Strasberg Theatre and Film Institute Schauspiel zu studieren. Nachdem er jahrelang sein Handwerk in New York City ausübte, wagte er den Schritt nach Los Angeles, um in größeren Fernseh- und Filmprojekten mitwirken zu können. Seine erste Rolle hatte James 1992 in einer Episode der Fernsehserie Das Ding aus dem Sumpf. Von 2000 bis 2001 verkörperte er den Merl in 6 Episoden von Angel – Jäger der Finsternis.

## Filmografie
- 1992: Das Ding aus dem Sumpf (Swamp Thing) (Fernsehserie, Episode 2x09)
- 2000–2001: Angel – Jäger der Finsternis (Angel) (Fernsehserie, 6 Episoden)
- 2001: Jay und Silent Bob schlagen zurück (Jay and Silent Bob Strike Back)
- 2003: New York Cops – NYPD Blue (NYPD Blue) (Fernsehserie, Episode 10x12)
- 2004: Clean
- 2007: Til Night
- 2008: The Dark (Kurzfilm)
- 2008: Living the Dream (Kurzfilm)
- 2009: Jackson Harmony (Kurzfilm)
- 2012: Nipples & Palm Trees
- 2013: Fourth Date (Kurzfilm)
- 2013: Mega Alligators – The New Killing Species Ragin Cajun Redneck Gators
- 2013: American Horror Story (Fernsehserie, Episode 3x02)
- 2014: Under the Hollywood Sign
- 2014: Planet der Affen: Revolution (Dawn of the Planet of the Apes)
- 2015: American Crime (Fernsehserie, 3 Episoden)
- 2015: Jack’s Apocalypse
- 2015: Dark Passenger: Volume 1
- 2016: Queen of the South  (Fernsehserie, Episode 1x08)
- 2016: Quarry (Fernsehserie, Episode 1x07)
- 2017: Ripped
- 2018: Fear the Walking Dead (Fernsehserie, Episode 4x01)